# هالینگتون، داربی‌شر
هالینگتون (به انگلیسی: Hollington) یک روستا و محله مدنی در بریتانیا است که در Derbyshire Dales واقع شده‌است. هالینگتون ۲۱۲ نفر جمعیت دارد. در هالینگتون برای خدمت به جمعیت اندک تنها آن چند ساختمان قابل ذکر وجود مانند میخانه «شیر قرمز» دارد. هالینگتون فقط یک ساختمان بااهمیت تاریخی دارد، خانه ای چوبی با قدمتی پانصد ساله با نام «لژ فارم» (Lodge Farm). این ساختمان در حال حاضر یک ساختمان ذکر شده درجه 2 است.

## موقعیت مکانی و کاربری اراضی
در گذشته، این روستا دارای 84 خانوار  و متوسط هر خانه از آنها در کل حاوی بیش از 7 اتاق بود. اکثریت قریب به اتفاق خانه‌ها یا جدا از هم هستند یا خانه‌های ییلاقی هستند. موارد دیگر استفاده اراضی بیشتر شامل زمین‌های کشاورزی است، اگرچه قبلاً یک کلیسای انگلیکان و یک مدرسه وابسته به آن وجود داشت. امروز هر دو بسته شده‌اند و کلیسا به یک واحد مسکونی تبدیل شده و به صورت خصوصی فروخته شده است.